# Stade Orphale Crucke
Le stade Orphale Crucke (en néerlandais : Orphale Cruckestadion) est un stade de football situé dans la commune de Renaix dans la Province de Flandre orientale. Le site héberge les rencontres à domicile du K. SK Ronse (« matricule 38 »).

## Histoire
L’enceinte a été aménagée en 1987 au moment de la fusion entre les deux plus anciens clubs de la localité : l’AS Renaisienne et le FC Renaisien qui forment le K. SK Ronse. Le stade porte nom d’Orphale Crucke (Bourgmestre de Renaix de 1983 à 1996) et grand artisan de la fusion entre les deux cercles de sa ville.
Précédemment, « l’AS » (aussi appelée « ASSA») jouait à «l’Avenue du 4 mars », alors que le « Club » évoluait au « Parc Lagache ».
Jusqu’en 2013, le Stade O. Crucke a hébergé 8 saisons du Championnat de Belgique de Division 2.
En 2007, l’enceinte accueillit deux rencontres du Championnat d’Europe U17, disputé en Belgique.